# Sergi Quintela
Sergi Quintela Salvador (Lugo, 21 aprile 1996) è un cestista spagnolo.

## Biografia
È il fratello minore di Erik Quintela, anch'egli cestista.

## Palmarès
- Liga LEB Oro: 2

Breogán: 2017-2018, 2020-2021
- Copa Princesa de Asturias: 2

Breogán: 2018, 2021